# Brayden Taivassalo
Brayden Taivassalo (20 de agosto de 2004) es un deportista canadiense que compite en natación, especialista en el estilo braza. En los Juegos Panamericanos de 2023 obtuvo una medalla de plata en la prueba de 200 m braza.

## Palmarés internacional
| Juegos Panamericanos | Juegos Panamericanos | Juegos Panamericanos | Juegos Panamericanos |
| Año                  | Lugar                | Medalla              | Prueba               |
| -------------------- | -------------------- | -------------------- | -------------------- |
| 2023                 | Santiago (Chile)     | Medalla de plata     | 200 m braza          |